# دوري الدرجة الأولى الليتواني 1929
دوري الدرجة الأولى الليتواني 1929 هو الموسم 8 من دوري الدرجة الأولى الليتواني. أشرف على تنظيمه اتحاد ليتوانيا لكرة القدم، وكان عدد الأندية المشاركة فيه 11، وفاز فيه KSS Klaipėda ‏.